# Zariczne (rejon kramatorski)
Zariczne (ukr. Зарічне, wcześniej Kirowśk, ukr. Кіровськ) – osiedle typu miejskiego na Ukrainie, w obwodzie donieckim, w rejonie kramatorskim. W 2001 liczyło 2950 mieszkańców.